# Lagarde-Hachan
Lagarde-Hachan – miejscowość i gmina we Francji, w regionie Oksytania, w departamencie Gers.
Według danych na rok 1990 gminę zamieszkiwało 118 osób, a gęstość zaludnienia wynosiła 14 osób/km² (wśród 3020 gmin regionu Midi-Pireneje Lagarde-Hachan plasuje się na 945. miejscu pod względem liczby ludności, natomiast pod względem powierzchni na miejscu 1210.).